# Diocesi di Serigene
La diocesi di Serigene (in latino Dioecesis Serigenensis) è una sede soppressa e sede titolare della Chiesa cattolica.

## Storia
Serigene, identificabile con Seriane o Isriyé in Siria, è un'antica sede episcopale della provincia romana della Siria Eufratense nella diocesi civile d'Oriente. Faceva parte del patriarcato di Antiochia ed era suffraganea dell'arcidiocesi di Sergiopoli.
La sede non compare nell'opera Oriens Christianus di Michel Le Quien. È segnalata in una Notitia episcopatuum del VI secolo: nessun vescovo tuttavia è conosciuto.
Dal 1933 Serigene è annoverata tra le sedi vescovili titolari della Chiesa cattolica; dal 7 gennaio 2016 il vescovo titolare è Antoine Nassif, esarca apostolico del Canada dei Siri.

## Cronotassi dei vescovi titolari
- Kajetán Matoušek † (29 agosto 1949 - 19 ottobre 1994 deceduto)
- Antoine Nassif, dal 7 gennaio 2016